# Family Circle Cup 1987
Family Circle Cup 1987 — жіночий тенісний турнір, що проходив на відкритих кортах з ґрунтовим покриттям Sea Pines Plantation у Гілтон-Гед-Айленді (США). Належав до турнірів 4-ї категорії в рамках Туру WTA 1987. Відбувсь уп'ятнадцяте й тривав з 6 квітня до 12 квітня 1987 року. Перша сіяна Штеффі Граф виграла свій другий підряд титул на цьому турнірі й заробила 60 тис. доларів.

## Фінальна частина

### Одиночний розряд
Штеффі Граф —  Мануела Малеєва 6–2, 4–6, 6–3
- Для Граф це був 3-й титул в одиночному розряді за сезон і 11-й — за кар'єру.

### Парний розряд
Мерседес Пас /  Ева Пфафф —  Зіна Гаррісон /  Лорі Макніл 7–6(8–6), 7–5
- Для Пас це був перший титул в парному розряді за сезон і 6-й — за кар'єру. Для Пфафф це був перший титул в парному розряді за сезон і 5-й — за кар'єру.